# Бедивер
Бедивер (Bedivère, Bediver, Bedwyr) е един от рицарите на Кръглата маса и герой от цикъла легенди за крал Артур. Той е последният оцелял рицар, който връща меча Екскалибур обратно на Господарката на езерото. Завършва живота си като отшелник в гората.
Заедно с Кей и Гауейн, Бедивер е един от най-древните герои, свързани с крал Артур. На уелски името му е Bedwyr Bedrydant, което означава „Бедивер със съвършените мускули и сухожилия“. Легендата го представя само с една ръка, но това не му пречи да е много добър рицар, който остава близък и верен на крал Артур. Някои историци изказват предположение, че образът му може да е изграден на базата на реално съществувала историческа личност.